# Nieuwenrode
Nieuwenrode is een landelijk dorp in de provincie Vlaams-Brabant en een deelgemeente van Kapelle-op-den-Bos. Nieuwenrode was sinds de afscheiding van Meise in 1874 een zelfstandige gemeente tot aan de gemeentelijke herindeling van 1977. Een deel van het dorp ligt op het grondgebied van de gemeente Meise.

## Toponymie
De naam Nieuwenrode werd in 1155 vermeld als Nuenroht (Latijn: "Novum Sartum") en komt van het feit dat het een bosrijke plek was, die recent gerooid (ontgonnen) werd.
In het dialect wordt vaak naar Nieuwenrode verwezen als Nuvendroo.

## Geschiedenis

### Middeleeuwen
Nieuwenrode dankt zijn ontstaan aan het Norbertinessenklooster dat er in de 12e eeuw werd gesticht, in het midden van de bossen tussen Wolvertem en Meise. In 1270 verdween dit klooster al, maar het was desondanks zeer belangrijk voor het ontstaan van bewoning en deze voorheen onbebouwde hoek van Meise.

### 18e - 20e eeuw
Op de Ferrariskaarten (1777) is Nieuwenrode te zien als Nuwenrode. Het lag in zeer bosrijk gebied en telde amper 12 gebouwen, wat moestuintjes en een windmolen.
Bij wet van 21 december 1874 scheidde Nieuwenrode zich af van Meise en werd het een aparte gemeente. De nieuwe gemeente telde toen 925 inwoners, waarvan 105 stemgerechtigd voor de gemeenteraad. 67 inwoners hadden zich op 27 juni 1872 tot de bestendige deputatie van de provincie gericht. In 1873 oordeelde de gemeenteraad van Meise unaniem dat de vraag legitiem was. 

## Geografie

### Kernen
Een deel van het dorp ligt op het grondgebied van de gemeente Meise. Nieuwenrode heeft één gehucht, namelijk het vlak bij het 's Gravenbos gelegen Ipsvoorde ('t Voor). Nieuwenrode vormt samen met Ramsdonk en Kapelle-op-den-Bos de fusiegemeente Kapelle-op-den-Bos.

### Hydrografie
Het Zeekanaal Brussel-Schelde stroomt langs het dorp.

## Bezienswaardigheden
- De voornaamste bezienswaardigheid is de Oude Pastorie, ingeplant op de plaats van een voormalig premonstratenzer vrouwenklooster. Dit klooster werd in 1140 door de Abdij van Grimbergen opgericht en was op een eilandje naast de kerk gelegen.  Het gebouw en het landschap zijn sinds 1976 beschermd.  Het besluit kwam er nadat een deel van de pastorie in 1967 door brand zwaar was geteisterd.  Sinds 1989 doet het gebouw dienst als cultureel centrum waar regelmatig tentoonstellingen en cursussen worden gehouden. Men kan het ook huren voor festiviteiten.
- De Onze-Lieve-Vrouw-Tenhemelopnemingkerk is een classicistische kerk met driebeukig schip.  Ze is in de 12e eeuw opgericht als kapel van het klooster.  Er kwam een nieuwe kerk in 1613 die vergroot werd in 1750 en in 1838. De vergrotingswerken van 1838 kwamen er dankzij toenmalig burgemeester Emmanuel van der Linden d'Hooghvorst. In 1914 werd de kerk door de Duitsers platgebrand en in 1923 werd ze heropgebouwd met baksteen en witte zandsteen.

## Natuurgebieden
Nieuwenrode ligt in een licht golvend landschap waarvan de hoogte varieert tussen 10 en 27 meter. De belangrijkste beken zijn de Birrebeek en de daarin uitmondende Grote Heidebeek.
Nieuwenrode heeft de volgende natuurgebieden: 
- Armenbos, ten noorden van de dorpskom
- Driesbos, ten oosten van de dorpskom
- Birrebeekvallei, ten zuiden van de dorpskom

## Demografische ontwikkeling
- Bronnen:NIS, Opm:1831 tot en met 1970=volkstellingen; 1976 = inwoneraantal op 31 december

## Cultuur

### Toneel
- Toneelvereniging Hoop op Oogst

### Muziek
- Concertband VVZ-Band

### Verenigingen
- KWB
- Gezinsbond Nieuwenrode
- Landelijke Gilde Nieuwenrode
- Broederschap Onze-Lieve-Vrouw van Scherpenheuvel
- Scouts "De Vlasbloem" Nieuwenrode is sinds 1966 in de deelgemeente gevestigd en telde in 2007 140 leden. Het was een van de eerste scoutsgroepen met een gemengde werking.

## Sportverenigingen
- Voetbalclub De vier armen
- Landelijke rijvereniging (LRV) De Levade
- Wandelclub De Sluisstappers

## Economie
In het dorp zijn een aantal bedrijven gevestigd, Bouwmaterialen Gedimat Smets.

## Politiek
Nieuwenrode was een zelfstandige gemeente van bij de afsplitsing van Meise in 1874 tot aan de gemeentefusie in 1977.
Meise had een prominente burgemeester toen Nieuwenrode er deel van was, namelijk Emmanuel van der Linden d'Hooghvorst van 1807 tot 1866.
Burgemeesters van Nieuwenrode waren onder meer:
- 1874-...
- 1885-1890: Antoon De Groef
- 1891-1932: Joannes Siebens
- 1952-1970: August Cooreman
- 1970-1977: Jan Robberechts

Het oud gemeentehuis was deel van de gemeentelijke basisschool 't Mulderke tot het gebouw samen met het schoolgebouw werd afgebroken in 2015 en vervangen door een nieuw schoolgebouw.

## Geboren in Nieuwenrode
- Daniel Jules Delestré (1881-1967), pastoor van Grimbergen

## Trivia
- Nieuwenrode wordt in het dialect ook wel Nuvendroo genoemd.

## Nabijgelegen kernen
Sint-Brixius-Rode, Beigem, Humbeek, Westrode, Kapelle-op-den-Bos
Deelgemeenten: Kapelle-op-den-Bos · Nieuwenrode · Ramsdonk

Overige dorpen en gehuchten: Ipsvoorde · Oxdonk

Belgische gemeenten · Arrondissement Halle-Vilvoorde · Vlaams-Brabant · Vlaanderen